# Ptilinopus porphyraceus
Ptilinopus porphyraceus là một loài chim trong họ Columbidae.